# Ruslan Israeljan

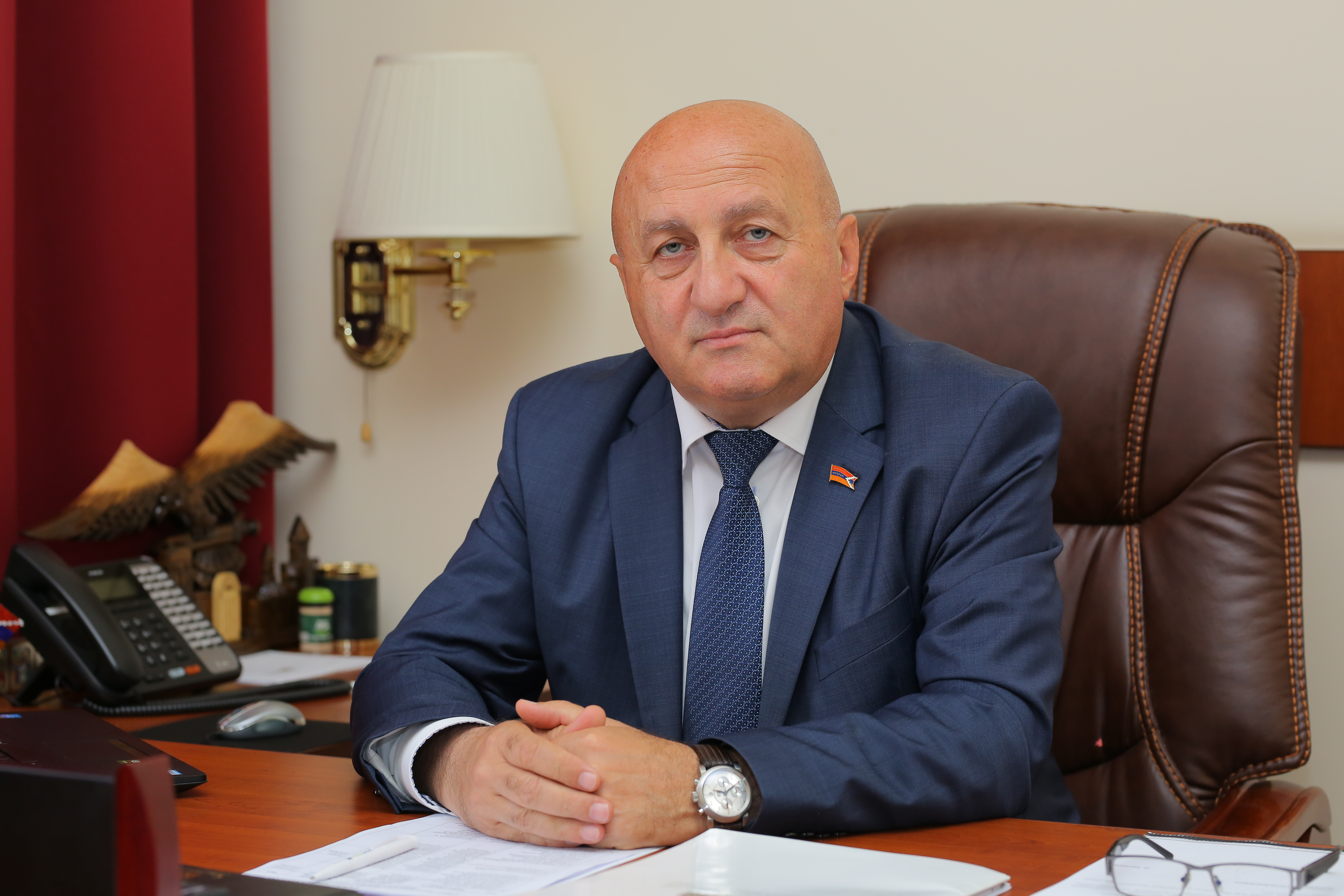
Ruslan Israeljan

Ruslan Eduardi Israeljan (armenisch Ռուսլան Էդուարդի Իսրայելյան; * 19. Oktober 1961 in Berdaschen, Provinz Martuni) ist ein armenischer Politiker der Republik Arzach.

## Leben
1978 beendete er seine Schulausbildung in Berdaschen. Von 1980 bis 1982 diente er in der sowjetischen Armee. 1983 absolvierte er das landwirtschaftliche Technikum in der Stadt Stepanakert und studierte dann bis 1988 an der finanzwissenschaftlichen Fakultät des staatlichen Instituts für Volkswirtschaft Jerewan.
Von 1983 bis 1986 war er als Mechaniker in Kolchos in Berdashen tätig. Von 1986 bis 1987 war er zunächst Revisor-Inspektor und dann  Hauptinspektor. Von 1989 bis 1992 war er stellvertretender Vorsitzender für Gemeindewirtschaft in Bergkarabach.
1987 nahm er an dem Arzacher nationalen Befreiungskrieg aktiv teil. 1992 wurde er als  Stellvertreter des Kommandeurs des Hinterlandes ernannt und im gleichen Jahr stellte er eine spezielle Geheimdiensttruppe auf. Von 1992 bis 1993 diente er in der nationalen Sicherheitsstruktur und nahm an verschiedenen Kampfhandlungen teil. Von 1994 bis 1997 war er Kompaniechef und Stellvertreter des Bataillonsführers im zentralen Verteidigungskreis. Er nahm an den Befreiungskämpfen für verschiedene Siedlungen teil.
Von Juli 1997 fungierte er als Chef der Sonderabteilung in der Militärstaatsanwaltschaft von Bergkarabach. Von 1998 bis 2000 war er Inspektor und Chef der Führungsabteilung in der Abgabenverwaltung von Bergkarabach. Seit 2000 ist er Exekutivdirektor der Flesch + GmbH.

## Politik
Bei den Wahlen zur fünften Nationalversammlung am 23. Mai 2010 wurde er nach Verhältniswahl durch die Wahlliste der Partei  Freie Heimat (armenisch asat hajreniq)  als Abgeordneter gewählt. Er ist ein Mitglied des ständigen Ausschusses für Sicherheitsfragen, Recht und Ordnung. Ruslan Israeljan ist Mitglied der Fraktion Heimat.
Ruslan Israeljan wurde mit dem Orden „Kampfkreuz“ des 1. Grades, mit den Medaillen Marschal Bagramjan, Befreiung Schuschi und mit der Gedächtnismünze Die mütterliche Dankbarkeit den tapferen Söhnen Artsakh  ausgezeichnet.
Israeljan ist verheiratet und hat drei Kinder.